# Хоргош – Батайніца – Ниш – Лесковац
Хоргош – Батайніца – Ніш – Лесковац – основний елемент сербської газотранспортної інфраструктури, створеної для подачі блакитного палива внутрішнім споживачам та до Боснії.  
Починаючи з кінця 1970-х до Сербії здійснювався імпорт природного газу, доправленого до її північного кордону по угорським газопроводам Будапешт – Сегед та Берегадроц – Сегед. Від Сегеду проклали перемичку до сербского Хоргошу, звідки починається газотранспортний коридор загальною довжиною понад чотири сотні кілометрів. До нього відносяться наступні ділянки:  
- виконана в діаметрі 711 мм від Хоргошу до Сенти (носит назву МГ-06, тобто Шостий магістральний газопровід);
- споруджений із труб діаметром 762 мм відтинок Сента – Батайніца (МГ-04). Неподалік від його завершення від траси відходить бічне відгалуження Госпочинці – Нові-Сад діаметром 219 мм (МГ-02), а також відгалуження до Сремської-Митровиці. Із Батайніци в свою чергу починаються газопровід до Зворнику (по ньому блакитне паливо подається до Боснії), відгалуження до Панчево (в діаметрі 508 мм) і Шабацю (в діаметрі 406 мм);
- виконана в діаметрі 610 мм ділянка від Батайніци до Авали (МГ-05);
- відтинок від Авали до Пояте (МГ-07 та МГ-08);
- виконана в діаметрі 530 мм ділянка довжиною 64 км від Пояте до Нишу (МГ-09);
- завершальний відтинок довжиною 60 км від Нишу до Лесковаца, а потім до розташованого неподалік містечка Власотинце. Тут використані труби діаметром 508 мм, 324 мм та 168 мм.
Першу ділянку від Хоргошу до Батайніци ввели в експлуатацію у 1979 році, коли до Югославії розпочали імпорт радянського природного газу, головним споживачем якого на першому етапу був металургійний комбінат у боснійській Зениці. З 1980-го почали спорудження газопроводу від Батайніци у південному напрямку, проте роботи тут затягнулись більш ніж на півтора десятиліття. Ділянку від Пояте до Ніша ввели в експлуатацію лише в 1996-му, при цьому її, а також наступний відтинок до району Лесковаца спорудило спільне підприємство «Югоросгаз», створене за участі російського «Газпрому».
Серед великих споживачів природного газу, доправленого по трубопроводу, можливо назвати нафтопереробні заводи у Нові-Сад та Панчево, завод азотної хімії у Панчево та систему центрального опалення Белграду. В кінці 2010-х почалось спорудження першої сербської електростанції, розрахованої на споживання блакитного палива – ТЕС Панчево.
В 2021-му ста до ладу газопровід Балканський потік, який має постачати російський природний газ до ряду балканських країн в обхід України. Його траса зустрічається з головним сербским газотранспортним коридором в районі Веліка-Плана.
На початку 2020-х заплановане створення інтерконектору до Болгарії, який має починатись від Ниша.
Можливо також відзначити, що на схід від ділянки Хоргош – Батайніца знаходиться єдине сербське підземне сховище газу у Банатскі-Двор.